# Secondo Caire
Secondo Caire (Casale Monferrato, 26 dicembre 1893 – Casale Monferrato, 24 gennaio 1956) è stato un calciatore italiano, di ruolo attaccante.

## Caratteristiche tecniche
Giocava come ala destra o interno.

## Carriera

### Club
Debuttò con il Casale il 26 febbraio 1911 nella partita di Seconda Categoria Piemontese contro la seconda squadra della Pro Vercelli. Giocò tutte e 4 le gare di quella competizione. Esordì poi in Prima Categoria 1911-1912 il 24 settembre 1911 contro il Racing Libertas Club, giocando da interno sinistro. Fece parte della rosa del Casale che vinse la Prima Categoria 1913-1914: in tale torneo disputò 11 partite. Ebbe anche l'opportunità di giocare per la nazionale di calcio dell'Italia il 26 dicembre 1913 in occasione di un'amichevole contro il Casale: sostituì uno dei due "azzurri" infortunati all'ultimo momento. Chiuse la carriera al Casale giocando nella Coppa Federale 1915-1916.
Una volta ritirato, divenne notaio nella città di Casale e fece parte della dirigenza del Casale Calcio.

## Statistiche

### Presenze e reti nei club
| Stagione        | Squadra         | Campionato      | Campionato | Campionato | Totale   | Totale |
| Stagione        | Squadra         | Comp            | Presenze   | Reti       | Presenze | Reti   |
| --------------- | --------------- | --------------- | ---------- | ---------- | -------- | ------ |
| 1911            | Casale          | SC              | 4          | 0          | 4        | 0      |
| 1911-1912       | Casale          | PC              | 20         | 2          | 20       | 2      |
| 1912-1913       | Casale          | PC              | 18         | 1          | 18       | 1      |
| 1913-1914       | Casale          | PC              | 11         | 0          | 11       | 0      |
| 1914-1915       | Casale          | PC              | 10         | 2          | 10       | 2      |
| 1915-1916       | Casale          | CF              | 2          | 0          | 2        | 0      |
| Totale Casale   | Totale Casale   | Totale Casale   | 65         | 5          | 65       | 5      |
| Totale carriera | Totale carriera | Totale carriera | 65         | 5          | 65       | 5      |

## Palmarès

### Club

#### Competizioni nazionali
- Campionato italiano: 1

Casale: 1913-1914